# Bystrany
Bystrany es un municipio del distrito de Spišská Nová Ves en la región de Košice, Eslovaquia, con una población estimada a final del año 2024 de 4052 habitantes.
Se encuentra ubicado al noroeste de la región, en la sierra del Alto Tatra y la cuenca hidrográfica del río Hernád, y cerca de la frontera con la región de Prešov.

## Demografía
| Año        | 1994 | 2004     | 2014     | 2024     |
| ---------- | ---- | -------- | -------- | -------- |
| Población  | 2160 | 2734     | 3329     | 4052     |
| Diferencia |      | +26,57 % | +21,76 % | +21,71 % |

| Año        | 2023 | 2024    |
| ---------- | ---- | ------- |
| Población  | 3997 | 4052    |
| Diferencia |      | +1,37 % |